# Helene de Svanenskjold
Helene Caroline Johanne Charlotte de Svanenskjold (19. december 1876 på Frederiksberg – 2. maj 1936) var en dansk skuespillerinde.
Hun var datter af fhv. landmand, assistent i Københavns Magistrat Peter Reginald Emil de Svanenskjold (1837-1913) og hustru Helene Catharina Thora Mathilde Baggesen, født Kroll (1844-1913). Hun forsøgte sig en overgang som teaterleder på August Rasmussens bevilling. I 1914 medvirkede hun i stumfilmen Detektivens Barnepige.
Helene de Svanenskjold var stiftsdame i Vallø.
Hun er begravet på Farum Kirkegård.